# Morze (Debussy)

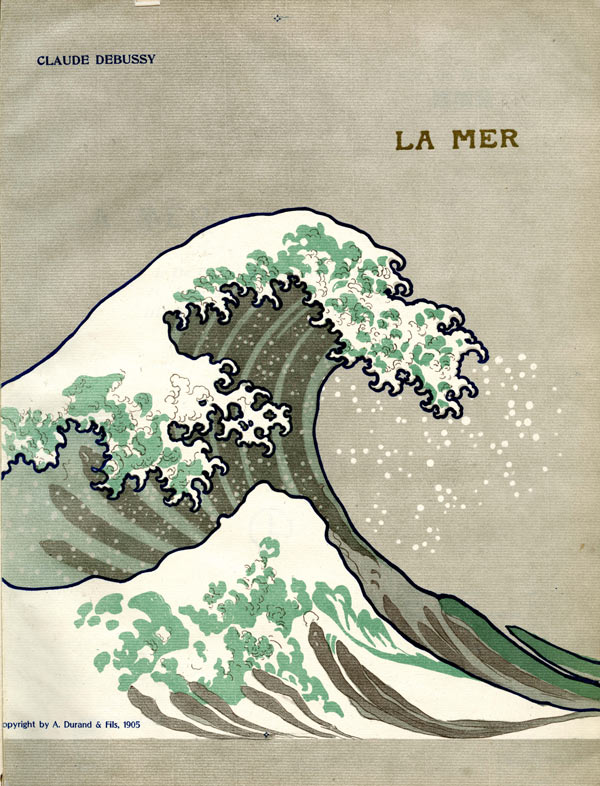
C. Debussy, La Mer (okładka pierwszego wydania utworu, inspirowana obrazem Hokusaia pt. Wielka fala w Kanagawie)

Morze (fr. La Mer) to tytuł trzyczęściowego dzieła symfonicznego Claude’a Debussy’ego z 1905 roku.
Debussy uważał, że piękna natury nie sposób naśladować dźwiękiem, można je jedynie zamknąć w nastroju, zachwycie nad nim. Pisał: „Muzyk ma słyszeć najdelikatniejsze dźwięki i szepty przyrody, ma ujmować w tony wrażenia, które budzi w nim życie otaczającego świata: plusk kropel deszczu, oszałamiająca atmosfera południowej nocy, refleksy światła na wodzie czy radosny gwar świątecznej zabawy”.
Krytycznie oceniając malowanie natury środkami muzycznymi, zamierzał napisać dzieło, które będzie od tego wolne. Wypowiadając się w wielu artykułach na temat swojego podejścia do formy symfonicznej, chciał też, aby również w tym względzie utwór spełniał jego założenia teoretyczne.
W rezultacie powstało Morze, utwór niepozbawiony śladów przemyśleń Debussy'ego, ale jednak ciążący ku zwalczanym przez niego „błędom warsztatu kompozytorskiego”. Części utworu wprawdzie nie przypominają żadnej z dotychczasowych symfonii, ale jednak pozostał w nich charakter tej formy muzycznej. A mimo że nie sposób dziełu zarzucić cech naturalizmu, bardziej niż w innych swych kompozycjach Debussy otarł się tu o tak krytykowane przezeń „malowanie natury”.
Części utworu:
1. Od świtu do południa na morzu (De l'aube à midi sur la mer)
2. Gra fal (Le Jeu de vagues)
3. Rozmowa wiatru z morzem (Le Dialogue du vent et de la mer)